# Список губернаторов Небраски
Губерна́тор Небра́ски (англ. Governor of Nebraska) является главой исполнительной власти и главнокомандующим вооружёнными и военно-морскими силами штата Небраска.
Губернатор обеспечивает соблюдение законов штата, имеет право утверждать либо налагать вето на законопроекты, принятые законодательным собранием штата, созывать легислатуру, миловать преступников и смягчать приговоры, за исключением случаев государственной измены и импичмента.
Губернатор избирается на четырёхлетний срок в паре с вице-губернатором. Кандидат в губернаторы должен быть гражданином США не моложе 30 лет и жить в штате Небраска не менее пяти лет до выборов.
В случае утраты губернатором трудоспособности, его смерти, отставки или отстранения от должности, образовавшееся вакантное место до следующих выборов занимает избранный и имеющий право занимать эту должность человек в порядке преемственности, определённом конституцией штата: вице-губернатор штата, спикер законодательного собрания и другие должностные лица, указанные в законе.
Действующий губернатор живёт с семьёй в особняке губернатора.
Должность губернатора Небраски была учреждена в 1867 году. Первым губернатором стал Дэвид Батлер. Нынешний губернатор Джеймс Пиллен вступил в должность 5 января 2023 года.

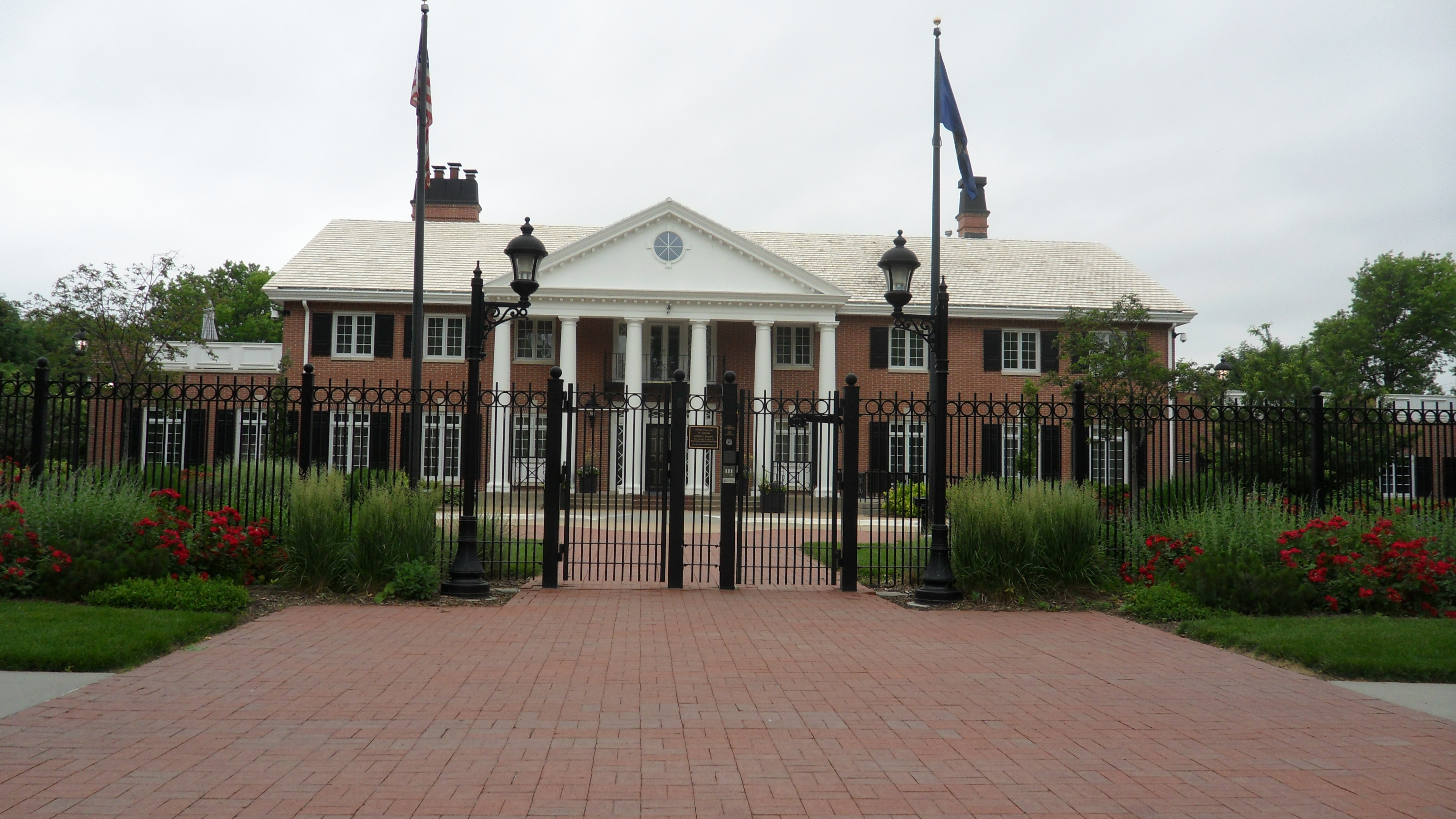
Особняк губернатора Небраски[англ.]
Расположение штата на карте США

## Территория Небраска
В 1805—1821 годах будущая территория Небраска входила в состав территории Луизиана. В 1821—1854 годах территория была неорганизованной (англ. unorganized territory).
Губернатор территории назначался президентом США сроком на 4 года.
 Демократическая партия
 Республиканская партия
| #         | Изображение | Губернатор | Губернатор                                                          | Начало полномочий | Окончание полномочий | Партия          | Ссылки        |
| --------- | ----------- | ---------- | ------------------------------------------------------------------- | ----------------- | -------------------- | --------------- | ------------- |
| 1         |             |            | Фрэнсис Берт Francis Burt (1807—1854)                               | 16 октября 1854   | 18 октября 1854      | Демократическая | [ 10 ]        |
| 2 (и. о.) |             |            | Томас Барни Каминг Thomas B. Cuming (1827—1858)                     | 18 октября 1854   | 23 февраля 1855      | Демократическая | [ 10 ]        |
| 3         |             |            | Марк Уитакер Изард Mark W. Izard (1799—1866)                        | 23 февраля 1855   | 25 октября 1857      | Демократическая | [ 11 ] [ 12 ] |
| 4 (и. о.) |             |            | Томас Барни Каминг Thomas B. Cuming (1827—1858)                     | 25 октября 1857   | 12 января 1858       | Демократическая |               |
| 5         |             |            | Уильям Александр Ричардсон William Alexander Richardson (1811—1875) | 12 января 1858    | 5 декабря 1858       | Демократическая | [ 13 ] [ 14 ] |
| 6 (и. о.) |             |            | Джулиус Стерлинг Мортон Julius Sterling Morton (1832—1902)          | 5 декабря 1858    | 2 мая 1859           | Демократическая | [ 15 ]        |
| 7         |             |            | Сэмюэл Уайли Блэк Samuel W. Black (1816—1862)                       | 2 мая 1859        | 24 февраля 1861      | Демократическая | [ 10 ]        |
| 8 (и. о.) |             |            | Джулиус Стерлинг Мортон Julius Sterling Morton (1832—1902)          | 24 февраля 1861   | 6 марта 1861         | Демократическая | [ 15 ]        |
| 9 (и. о.) |             |            | Элджернон Паддок Algernon Paddock (1830—1897)                       | 6 марта 1861      | 15 мая 1861          | Республиканская | [ 16 ]        |
| 10        |             |            | Элвин Сондерс Alvin Saunders (1817—1899)                            | 15 мая 1861       | 21 февраля 1867      | Республиканская | [ 17 ] [ 18 ] |

## Штат Небраска
С 1866 года губернатор избирался раз в два года. В 1962 году была принята поправка к конституции штата, и с 1966 года губернатора стали избирать на четырёхлетний срок. В 1966 году количество последовательных полных сроков было ограничено двумя.
 Демократическая
 Республиканская
 Демократическая / Республиканская
| #     | Изображение | Губернатор | Губернатор                                                  | Начало полномочий | Окончание полномочий | Партия                            | Ссылки         |
| ----- | ----------- | ---------- | ----------------------------------------------------------- | ----------------- | -------------------- | --------------------------------- | -------------- |
| 1     |             |            | Дэвид Батлер David Butler (1829—1891)                       | 21 февраля 1867   | 2 июня 1871          | Республиканская                   | [ К 2 ] [ 19 ] |
| и. о. |             |            | Уильям Хартфорд Джеймс William H. James (1831—1920)         | 2 июня 1871       | 13 января 1873       | Республиканская                   | [ К 3 ] [ 20 ] |
| 2     |             |            | Роберт Уилкинсон Фернес Robert Wilkinson Furnas (1824—1905) | 13 января 1873    | 11 января 1875       | Республиканская                   | [ 21 ]         |
| 3     |             |            | Сайлас Гарбер Silas Garber (1833—1905)                      | 11 января 1875    | 9 января 1879        | Республиканская                   | [ 22 ]         |
| 4     |             |            | Альбинус Нэнс Albinus Nance (1848—1911)                     | 9 января 1879     | 4 января 1883        | Республиканская                   | [ 23 ]         |
| 5     |             |            | Джеймс Уильям Доз James W. Dawes (1844—1918)                | 4 января 1883     | 6 января 1887        | Республиканская                   | [ 24 ]         |
| 6     |             |            | Джон Милтон Тэйер John Milton Thayer (1820—1906)            | 6 января 1887     | 8 февраля 1892       | Республиканская                   | [ К 4 ] [ 25 ] |
| 7     |             |            | Джеймс Эдвард Бойд James E. Boyd (1834—1906)                | 8 февраля 1892    | 13 января 1893       | Демократическая                   | [ К 4 ] [ 26 ] |
| 8     |             |            | Лоренцо Краунс Lorenzo Crounse (1834—1909)                  | 13 января 1893    | 3 января 1895        | Республиканская                   | [ 27 ]         |
| 9     |             |            | Сайлас Александр Холкомб Silas Holcomb (1858—1920)          | 3 января 1895     | 5 января 1899        | Демократическая / Республиканская | [ 28 ]         |
| 10    |             |            | Уильям Эмос Пойнтер William Poynter (1848—1909)             | 5 января 1899     | 3 января 1901        | Демократическая / Республиканская | [ 29 ]         |
| 11    |             |            | Чарльз Генри Дитрих Charles Henry Dietrich (1853—1924)      | 3 января 1901     | 1 мая 1901           | Республиканская                   | [ К 5 ] [ 30 ] |
| 12    |             |            | Эзра Сэвидж Ezra Savage (1842—1920)                         | 1 мая 1901        | 8 января 1903        | Республиканская                   | [ К 6 ] [ 31 ] |
| 13    |             |            | Джон Мики John Mickey (1845—1910)                           | 8 января 1903     | 3 января 1907        | Республиканская                   | [ 32 ]         |
| 14    |             |            | Джордж Шелдон George Sheldon (1870—1960)                    | 3 января 1907     | 7 января 1909        | Республиканская                   | [ 33 ]         |
| 15    |             |            | Эштон Шелленбергер Ashton Shallenberger (1862—1938)         | 7 января 1909     | 5 января 1911        | Демократическая                   | [ 34 ]         |
| 16    |             |            | Честер Харди Олдрич Chester Hardy Aldrich (1862—1924)       | 5 января 1911     | 9 января 1913        | Республиканская                   | [ 35 ]         |
| 17    |             |            | Джон Морхед John Morehead (1861—1942)                       | 9 января 1913     | 4 января 1917        | Демократическая                   | [ 36 ]         |
| 18    |             |            | Кит Невилл Keith Neville (1884—1929)                        | 4 января 1917     | 9 января 1919        | Демократическая                   | [ 37 ]         |
| 19    |             |            | Сэмюэл Рой Маккелви Samuel Roy McKelvie (1881—1956)         | 9 января 1919     | 3 января 1923        | Республиканская                   | [ 38 ]         |
| 20    |             |            | Чарльз Брайан Charles Bryan (1867—1945)                     | 3 января 1923     | 8 января 1925        | Демократическая                   | [ 39 ]         |
| 21    |             |            | Адам Макмаллен Adam McMullen (1872—1959)                    | 8 января 1925     | 3 января 1929        | Республиканская                   | [ 40 ]         |
| 22    |             |            | Артур Уивер Arthur Weaver (1873—1945)                       | 3 января 1929     | 8 января 1931        | Республиканская                   | [ 41 ]         |
| 23    |             |            | Чарльз Брайан Charles Bryan (1867—1945)                     | 8 января 1931     | 3 января 1935        | Демократическая                   | [ 39 ]         |
| 24    |             |            | Роберт Лерой Кокран Robert Leroy Cochran (1886—1963)        | 3 января 1935     | 9 января 1941        | Демократическая                   | [ 42 ]         |
| 25    |             |            | Дуайт Гризуолд Dwight Griswold (1893—1954)                  | 9 января 1941     | 9 января 1947        | Республиканская                   | [ 43 ]         |
| 26    |             |            | Вэл Петерсон Val Peterson (1903—1983)                       | 9 января 1947     | 8 января 1953        | Республиканская                   | [ 44 ]         |
| 27    |             |            | Роберт Кросби Robert B. Crosby (1911—2000)                  | 8 января 1953     | 6 января 1955        | Республиканская                   | [ 45 ]         |
| 28    |             |            | Виктор Андерсон Victor Anderson (1902—1962)                 | 6 января 1955     | 8 января 1959        | Республиканская                   | [ 46 ]         |
| 29    |             |            | Ральф Гилмор Брукс Ralph G. Brooks (1898—1960)              | 8 января 1959     | 9 сентября 1960      | Демократическая                   | [ К 7 ] [ 47 ] |
| 30    |             |            | Дуайт Уиллард Бёрни Dwight W. Burney (1892—1987)            | 9 сентября 1960   | 5 января 1961        | Республиканская                   | [ К 6 ] [ 48 ] |
| 31    |             |            | Фрэнк Бреннер Моррисон Frank B. Morrison (1905—2004)        | 5 января 1961     | 5 января 1967        | Демократическая                   | [ 49 ]         |
| 32    |             |            | Норберт Тименн Norbert Tiemann (1924—2012)                  | 5 января 1967     | 7 января 1971        | Республиканская                   | [ 50 ]         |
| 33    |             |            | Джеймс Эксон J. James Exon (1921—2005)                      | 7 января 1971     | 4 января 1979        | Демократическая                   | [ 51 ]         |
| 34    |             |            | Чарльз Тон Charles Thone (1924—2018)                        | 4 января 1979     | 6 января 1983        | Республиканская                   | [ 52 ]         |
| 35    |             |            | Боб Керри Bob Kerrey (род. 1943)                            | 6 января 1983     | 9 января 1987        | Демократическая                   | [ 53 ]         |
| 36    |             |            | Кэй Орр Kay A. Orr (род. 1939)                              | 9 января 1987     | 9 января 1991        | Республиканская                   | [ 54 ]         |
| 37    |             |            | Бен Нельсон Ben Nelson (род. 1941)                          | 9 января 1991     | 7 января 1999        | Демократическая                   | [ 55 ]         |
| 38    |             |            | Майкл Йоханс Mike Johanns (род. 1950)                       | 7 января 1999     | 20 января 2005       | Республиканская                   | [ К 8 ] [ 56 ] |
| 39    |             |            | Дейв Хейнеман Dave Heineman (род. 1948)                     | 20 января 2005    | 8 января 2015        | Республиканская                   | [ К 6 ] [ 57 ] |
| 40    |             |            | Пит Рикеттс Pete Ricketts (род. 1964)                       | 8 января 2015     | 5 января 2023        | Республиканская                   | [ 58 ]         |
| 41    |             |            | Джеймс Пиллен James Pillen (род. 1955)                      | 5 января 2023     | действующий          | Республиканская                   |                |

### Другие должности губернаторов
В таблице приведены другие должности, которые занимали губернаторы штата. * обозначены случаи, когда губернатор подал в отставку, чтобы занять другую должность.
| Губернатор          | П. | Губернаторский срок полномочий | Конгресс США | Конгресс США | Другие должности                                                 |
| Губернатор          | П. | Губернаторский срок полномочий | ПП           | Сенат        | Другие должности                                                 |
| ------------------- | -- | ------------------------------ | ------------ | ------------ | ---------------------------------------------------------------- |
| Уильям Ричардсон    | Д  | 1858 (территория)              |              |              | Сенатор и член Палаты представителей США                         |
| Джулиус Мортон      | Д  | 1858—1859 1861 (территория)    |              |              | Министр сельского хозяйства США (1893—1897)                      |
| Элджернон Паддок    | Р  | 1861 (территория)              |              | С            |                                                                  |
| Элвин Сондерс       | Р  | 1861—1867 (территория)         |              | С            |                                                                  |
| Джон Милтон Тэйер   | Р  | 1887—1892                      |              | С            | Губернатор территории Вайоминг (1875—1878)                       |
| Лоренцо Краунс      | Р  | 1893—1895                      | H            |              |                                                                  |
| Чарльз Дитрих       | Р  | 1901                           |              | С *          |                                                                  |
| Эштон Шелленбергер  | Д  | 1909—1911                      | ПП           |              |                                                                  |
| Джон Морхед         | Д  | 1913—1917                      | ПП           |              |                                                                  |
| Чарльз Брайан       | Д  | 1923—1925 1931—1935            |              |              | кандидат в вице-президенты в 1924 году от Демократической партии |
| Роберт Лерой Кокран | Д  | 1935—1941                      |              |              | Посол UNRRA                                                      |
| Дуайт Гризуолд      | Р  | 1941—1947                      |              | С            |                                                                  |
| Вэл Петерсон        | Р  | 1947—1953                      |              |              | Посол в Дании (1953—1961) Посол в Финляндии (1969—1974)          |
| Джеймс Эксон        | Д  | 1971—1979                      |              | С            |                                                                  |
| Чарльз Тон          | Р  | 1979—1983                      | ПП           |              |                                                                  |
| Боб Керри           | Д  | 1983—1987                      |              | С            |                                                                  |
| Бен Нельсон         | Д  | 1991—1999                      |              | С            |                                                                  |
| Майкл Йоханс        | Р  | 1999—2005                      |              | С            | Министр сельского хозяйства США (2005—2007)                      |

### Ныне живущие бывшие губернаторы
По состоянию на январь 2023 года живы шесть бывших губернаторов Небраски.
| Губернатор    | Срок полномочий | Дата рождения   |
| ------------- | --------------- | --------------- |
| Боб Керри     | 1983—1987       | 27 августа 1943 |
| Кэй Орр       | 1987—1991       | 2 января 1939   |
| Бен Нельсон   | 1991—1999       | 17 мая 1941     |
| Майкл Йоханс  | 1999—2005       | 18 июня 1950    |
| Дейв Хейнеман | 2005—2015       | 12 мая 1948     |
| Пит Рикеттс   | 2015—2023       | 19 августа 1964 |

## Комментарии
1. ↑  Так называемое «слияние» (англ. fusion). Временная коалиция двух партий для поддержки кандидата. Чаще всего этот приём используется в ходе выборов в муниципальные органы власти, если кандидат пользуется поддержкой не только среди электората своей партии.
2. ↑  Был освобождён от должности в порядке импичмента за хищение средств штата; обвинения были сняты шесть лет спустя.
3. ↑  Занял вакантную должность губернатора как секретарь штата.
4. 1 2  Джеймс Бойд выиграл выборы в 1890 году, и был приведён к присяге 8 января 1891 года. Однако, из-за спора о его праве на гражданство США, он не вступил в должность до 8 февраля 1892 года.
5. ↑  Ушёл в отставку, чтобы занять место в Сенате США.
6. 1 2 3  Занял вакантную должность губернатора, как вице-губернатор штата.
7. ↑  Умер в должности.
8. ↑  Ушёл в отставку, чтобы стать министром сельского хозяйства в кабинете министров Джорджа Буша-мл.